# Аркадьєв Деві Аркадійович
Де́ві Арка́дійович Арка́дьєв (нар. 3 грудня 1934, Одеса) — український радянський письменник і спортивний журналіст, член Спілки письменників України (1997).

## Життєпис
Народився 3 грудня 1934 року в Одесі в родині відомого боксера і тренера з боксу Аркадія Бакмана.
Навчався в одеській середній школі № 74, по закінченню якої вступив до Молдовського республіканського технікуму фізичної культури (Кишинів).
Після закінчення технікуму працював викладачем одеської школи-інтернату.
1955—1959 — навчався на факультеті фізичного виховання Одеського педагогічного інституту імені К. Д. Ушинського. Водночас працював тренером з боксу ДСТ «Спартак», був суддею всесоюзної категорії з боксу. Серед його учнів майстер спорту СРСР міжнародного класу Семен Трестін.
Від 1954 року співробітничав з різними газетами і журналами в якості позаштатного кореспондента.
1965—1969 років працює у Києві, спочатку літературним співробітником, а згодом завідувачем відділу спорту республіканської газети «Комсомольское знамя». Публікувався піж псевдонімом Деві Аркадьєв, а 1972 року псевдонім став його постійним прізвищем.
Був ініціатором заснування двох популярних призів радянського футболу: Агресивному гостю (на приз газети ЦК ЛКСМУ «Комсомольское знамя») та Кубок Прогресу (на приз газети ЦК КПУ «Робітнича газета»).
Починаючи з 1976 року здобув популярність як письменник на спортивну тематику (бокс, футбол). Його книги видавались в різних видавництвах Києва, Москви, Ленінграда. Найбільш відомі його книги «Два сезона», «Футбол Лобановского», «Большой ринг республики», «Динамо», Киев. Возрождение…", «Эра Лобановского».
У співавторстві з Олегом Блохіним написав такі книги як «Право на гол» та «Футбол на всю жизнь».
Від 1990 року був кореспондентом по Україні на Радіо Свобода.
Від 1992 року проживає в Філадельфії (США). Очолює Міжнародний фонд розвитку футболу ім. Валерія Лобановського.

## Родина
Батько — відомий боксер і тренер з боксу Аркадій Бакман. Мати — Іда Борисівна Райва. Сестра Світлана (1947—2016) останні 16 років життя мужньо боролась за збереження Будинку-музею Аркадія Бакмана і меморіалу пам'яті одеських боксерів на території санаторію „Україна“.
Одружений. Має двох синів — Юрія (1966 року народження) і Вадима (1972 року народження).